# 코너 뮬렌
코너 뮬렌(Conor Mullen, 1962년 1월 1일 ~ )은 아일랜드의 배우, 텔레비전 배우이다.
더블린에서 태어났다.

## 영화
- 새크리파이스 (2016년)
- 신혼여행자 (2003년) - 피터 역
- 소금물 (2000년)
- 디센트 크리미날 (2000년)
- 홀비시티 시즌1 (1999년)